# Sergei Garbuzov
Sergei Garbuzov (Moscou, 13 de janeiro de 1974) é um jogador de polo aquático russo, medalhista olímpico.

## Carreira
Sergei Garbuzov fez parte do elenco medalha de prata de Sydney 2000, e bronze em Atenas 2004.